# 동국대학교일산병원
동국대학교일산병원 또는 동국대학교일산불교병원은 동국대학교 의료원 산하 병원이다.